# عدد غطائي
في الرياضيات، يعتبر εالعدد الغطائي لـ الفضاء المتري (X d)، لبعض ε > 0 هو الحد الأدنى من عدد كرات لدائرة نصف قطرها {\displaystyle \epsilon } يكون بحاجة لتغطية X.
ويوجد مفهوم ذو صلة وهو ε- رقم التسجيل وهو الذي يُعرف بأنه الحد الأقصى لعدد الكرات المنفصلة من دائرة نصف قطرها ε تتناسب مع X.